# Goryeosa
Il Goryeosa (고려사?, 高麗史?; Storia di Goryeo) è una registrazione storica del regno di Goryeo.

## Compilazione
Il progetto di redigere la storia di Goryeo nacque pochi mesi dopo la fondazione di Joseon nel 1392, quando in ottobre re Taejo ordinò a Jeong Dojeon, Jeong Chong, Park Uijung e Yun Sojong di compilarla seguendo il modello dello Zizhi tongjian (Specchio generale per aiutare a governare) di Sima Guang. Quattro anni dopo venne alla luce l'opera in 37 volumi ora nota come Goryeo guksa (고려국사?).
L'opera riportava però informazioni imprecise e omissioni cronologiche nell'ultima parte, pertanto nel 1414 re Taejong ordinò a Ha Yun, Nam Jae e Byeon Gyeryang di correggerle, ma la morte di Ha Yun due anni dopo mise in pausa i lavori. Quando ascese al trono nel 1419, re Sejong chiese a Ryu Gwan e Byeon Gyeryang di continuare; poi, nel 1423, fu fatta una nuova correzione ad opera di Ryu Gwan e Yun Hoe, e anche negli anni successivi gli annali di Goryeo furono rivisti.
Infine, nel 1449, Sejong affidò nuovamente l'incarico a un gruppo dei migliori letterati del tempo guidato da Kim Jongseo, Jeong Inji e Lee Seonje. Il re morì prima del completamento, avvenuto nel 1451, dopo estese revisioni realizzate consultando numerose fonti private e d'archivio.
Scritto usando i caratteri hanja e seguendo i criteri di compilazione del Shiji di Sima Qian, il Goryeosa è formato da 139 volumi: 46 di cronache dei regni, 39 di trattati sul sistema governativo, 2 di tavole cronologiche, 50 di biografie di persone di rilievo e 2 di indice, il tutto preceduto da una prefazione di Jeong Inji.
Nel 1452 Kim Jongseo ne realizzò una versione riassunta in 35 volumi, il Goryeosa jeoryo (고려사절요?; Parti essenziali della storia di Goryeo); nel 1454 il Goryeosa iniziò a essere pubblicato.